# Jaume Rosich i Bassa
Jaume Rosich i Bassa (Pals, 1881 - La Bisbal d'Empordà, 1953) fou un advocat, vinculat a la Lliga Regionalista, i al sindicalisme agrícola catòlic. Va presidir la Federació Sindical Agrària de Girona entre 1919 i 1931, que va aplegar més de seixanta sindicats agraris catòlics d'arreu del bisbat. Des de 1931 va passar a ser designat president honorífic d'aquesta entitat i director i principal redactor del butlletí d'aquesta entitat.

## Orígens i formació
Jaume Rosich va néixer a la vida de Pals (Baix Empordà) el 28 de febrer del 1881. Era el tercer fill (primer varó) d'un matrimoni acomodat, format per Irene Bassa i Riembau i Ramon Rosich i Reinés. El seu pare, membre de diverses entitats burgeses com la Sociedad Económica de Amigos del País o l'Associació Literària de Girona, va morir quan ell tenia 4 anys. Tot i això l'economia familiar no es va ressentir gràcies a les rendes que percebien pel patrimoni familiar.
Va estudiar el batxillerat la col·legi de germans maristes de Girona i la carrera d'advocat a la Universitat de Barcelona. El 1908 es casa amb Conxita Carbonell, filla de Claudí Carbonell, un comerciant indià. El matrimoni va engendrar tres fills i es va establir a la Bisbal, al mateix pis on Rosich va ubicar el seu despatx com a advocat.
Des de la seva joventut es va vincular al catalanisme polític participant en la fundació de l'Agrupació Catalanista de Pals. Un cop establert a la Bisbal va ocupar diversos càrrecs (entre ells la presidència) a l'entitat Escut Emporità, una entitat catalanista lúdica i cultural. Ben aviat es vinculà a la Lliga Regionalista, gran representant del catalanisme conservador i catòlic. Aquest compromís polític ho compatibilitzà amb la seva activitat laboral com a advocat.
Tanmateix Rosich va destacar més per la seva implicació sindical-social a terres empordaneses que no pas per la seva projecció política. Des del seu convençut catolicisme social va promoure el Sindicat Arrosser de Pals el 1905, convertit el 1908 en la Comunitat de Regants / Sindicat Agrícola de la Séquia del Molí de Pals. A la Bisbal també va participar en la fundació d'un sindicat agrícola (1909) i d'una caixa rural (1910).

## La presidència de la Federació Sindical Agrària de Girona (1919-1931)
A partir del 1918 la seva activitat sindical pren una nova dimensió i participa en la fundació de la Federació Sindical Agrària de Girona (FSA), que incorporava sindicats agrícoles de bona part de les comarques gironines. En ella va ocupar els càrrecs de comptador i vicepresident, al llarg del 1918, i finalment el de president des del 19 de juny del 1919 fins al 14 de febrer del 1931.
La Federació va tenir un creixement espectacular en els tres primers anys d'existència, passant de les 29 entitats fundacionals a les 60, el doble, amb més de 8500 pagesos associats, que aplegava el 1921. El propagandisme catòlic emprès per J. Rosich i altres membres de la Federació a les comarques gironines, per tal de frenar altres fórmules sindicals més combatives al camp català, va ser cabdal per aquesta puixança.
La Federació s'ocupà d'establir una secció de compres i vendes col·lectives i una secció de crèdit dissenyada per complementar les caixes rurals existents amb la intenció d'acostar el crèdit al pagès i e redistribuir els cabals sobrants entre les entitats adherides. Així mateix va esdevenir el principal interlocutor del sindicalisme agrari gironí davant les institucions de la província. Un cop constituida la Federació es va integrar a la Confederación Nacional Católico Agraria i, des del 1926, a l'Institut Agricola Català de Sant Isidre, esdevenint la principal plataforma per a la reorganització de la patronal agrària a les comarques gironines.

## De la II República fins a la seva mort (1931-1953)
Des del febrer de 1931 Rosich va passar a ocupar la presidència honorífica de la Federació Sindical Agrària de Girona (FSA) però seguí propagant el seu ideari com a director i principal redactor del seu butlletí. Durant la II República s'aprovaren noves normatives que esdevingueren transcendentals per al camp: la reforma agrària (1932) en l'ambit estatal i la llei de contractes de Conreu (1934) en l'àmbit autonòmic. Rosich es va mostrar sempre contrari a l'intervencionisme estatal, temeròs de què la uniformització legislativa suposés un atac al sistema contractual de propietat i explotació de la terra a Catalunya. En aquest sentit era, al seu parer, el sindicalisme catòlic, i no l'Estat, qui havia d'impulsar el progrés agrícola per tal d'evitar, d'altra banda, la temuda lluita de classes. Per això es mostrà contrari a la revisió dels contractes de conreu que va obrir la legislació republicana, amb els decrets de l'11 de juliol i 6 d'agost del 1931, així com de l'aprovació de la llei de Contractes de Conreu per part de la Generalitat el 1934, ja que, al seu parer, atacava els interessos del propietaris agraris.
La Lliga Regionalista, ara reconvertida en Lliga Catalana, i l'Institut Agrícola Català de Sant Isidre (IACSI), ambdúes entitats a les que pertanyia Rosich, van recórrer la llei al Tribunal de Garanties Constitucionals al·legant que la Generalitat de Catalunya s'excedia de les seves competències estatutàries, i el Tribunal, en el context polític d'una Espanya governada per les dretes, els va donar la raó i va anul·lar la llei.
La creixent conflictivitat al camp català durant la II República i, per tant, la difusió d'un sindicalisme més combatiu amb les posicions dels propietaris agrícoles, van acabar per fer desaparéixer la Federació Sindical Agrària de Girona cap el 1934, reduïda els últims anys que coincidiren amb els de l'adveniment de la II República ja gairebé a la seva secció de propaganda que redactaven de forma quasi exclusiva Pelai Negre i Jaume Rosich.
En esclatar la Guerra Civil Jaume Rosich va patir la persecució dels revolucionaris, per la seva condició social i la seva adscripció política. La seva casa de Corcà a Villa Luz fou inspeccionada en diverses ocasions pel Comitè Local Antifeixista. Bona part de la seva biblioteca, principalment les obres de caràcter catòlic, van desaparèixer i fins i tot, va romandre reclòs uns quants dies al castell de la Bisbal. Tot i així se li va respectar la vida i en acabar la contesa va abandonar qualsevol activitat política i sindical es i es va centrar en la seva professió d'advocat i director del Banc Urquijo a la Bisbal.
El seu fill Ramon Rosich en canvi sí va fer carrera política. Durant la guerra havia aconseguit passar a la zona nacional i afiliar-se a Falange. Després de la guerra va ocupar diversos càrrecs en l'estructura organitzativa agrària impulsada pel nou règim franquista: el 1945 fou nomenat delegat comarcal sindical, delegat de la Cambra Oficial Agrícola de Girona i cap provincial de l'Obra Sindical de Cooperación.
Jaume Rosich va morir el 6 de setembre de 1953 a l'edat de 72 anys.